# Reppinichen
Reppinichen ist ein Ortsteil der amtsfreien Gemeinde Wiesenburg/Mark im Landkreis Potsdam-Mittelmark in Brandenburg.

## Geographie
Der Ort liegt zehn Kilometer westnordwestlich von Wiesenburg/Mark im Naturpark Hoher Fläming. Die Siedlung ist vollständig von offenen und sternförmig angelegten Agrarflächen umgeben. Der westliche Teil der Gemarkung Reppinichen gehört zum Truppenübungsplatz Altengrabow. Die Nachbarorte sind Wutzow im Norden, Görzke im Nordosten, Borgsdorf im Osten, Reetz im Südosten, Zipsdorf im Süden, Nedlitz und Schweinitzer Hütten im Südwesten, der Truppenübungsplatz Altengrabow im Westen sowie Hohenlobbese im Nordwesten.

## Geschichte
Die erste schriftliche Erwähnung des Ortes findet sich in Unterlagen des Staatsarchives Weimar und stammt von 1419/1420. Darin wurde er unter dem Namen „Reppinken“ aufgeführt. Unklar ist, ob er zu dieser Zeit noch besiedelt war, denn in einem Beleg von 1487 wurde er als wüste Dorfstätte bezeichnet. In der Chronik der Gemeinde Görzke aus dem Jahr 1989 wird dies mit schweren Zerstörungen durch die Hussitenkriege begründet. 1534 erhielt der Pfarrer zu Reetz den Zehnten von der wüsten Feldmark Reppinichen. Sicher ist, dass 1571 mit dem Wiederaufbau begonnen worden ist um 16 Hüfner mit je 2 Hufen und darüber hinaus 8 Kossäten anzusiedeln. 1575 waren 11 Hüfner und 8 Kossäten ansässig. Im gleichen Jahr hatte die hiesige Kirche, eine Tochterkirche von Reetz der Superintendentur Belzig, kein Einkommen.
1592 wurde Reppinichen in Unterlagen vom Staatsarchiv Potsdam mit seinem heutigen Namen und dem Zusatz „ein new dorff“ verzeichnet. Im gleichen Jahr waren im Dorf 16 Hüfner mit Haus und Hof wohnhaft, darunter ein Schulze, dessen Gut kein Lehen war. Dieser bewirtschaftete neben der wüsten Dorfstätte von Hirschhorn noch 12 Morgen Heideland am Ort und eine bei Borgsdorf, welches später dauerhaft zur Provinz Sachsen kam. Ebenfalls ist die Existenz einer Windmühle überliefert. 1627 waren noch 15 Hüfner und 10 Kossäten im Ort jedoch schon 1651 war der Ort erneut unbewohnt, da zu diesem Zeitpunkt wiederum eine wüste Dorfstätte verzeichnet wurde, nachdem Reppinichen im Dreißigjährigen Krieg völlig zerstört worden war. Wenig später muss eine erneute Besiedelung eingesetzt haben, da für 1684 ein Krüger und ein Schäfer als im Ort tätig nachgewiesen sind. 1696 waren von 29 vorhandenen Hofstellen 4 bewohnt und 25 wüst. 1777 gab es hier 10 Hüfner, 11 Kossäten und 2 Häusler sowie 7 wüste Güter.
1806 kam Reppinichen als ein Teil des Amtes Belzig im Kurkreis vom Kurfürstentum Sachsen zum neu entstandenen Königreich Sachsen. 1807 wurde der Kurkreis in den Wittenberger Kreis umbenannt. Als Folge des Friedensvertrages zwischen Preußen und Sachsen wurde Reppinichen ab dem 22. Mai 1815 vom preußischen Staat in der neu geschaffenen Provinz Sachsen verwaltet. Zum 1. April 1817 wurde das Amt Belzig aufgelöst und alle Orte wechselten in den neu geschaffenen Kreis Zauch-Belzig im Regierungsbezirk Potsdam in der Provinz Brandenburg.
1837 hatte das Dorf 50 Wohnhäuser. Auf dem „Urmeßtischblatt 2104 Schweinitz“ aus dem Jahr 1842 wurde Reppinichen als ein Straßenangerdorf mit einem spindelförmigen Anger abgebildet. Im Südwesten der Gemarkung findet sich darüber hinaus der Eintrag einer wüsten Feldmark mit dem Namen des ehemaligen Dorfes Hirschhorn. 1846 kam das Dorf in den Besitz der Familie „von Goldacker zu Mahlsdorf“.
1858 umfasste die zum Dorf gehörende Gemarkung rund 5339 Morgen, davon 5301 Morgen Ackerland und 38 Morgen Gehöftfläche. Neben 4 öffentlichen waren 67 Wohn- und 126 Wirtschaftsgebäude, davon 2 Getreidemühlen vorhanden. 1872 endete die Herrschaftszugehörigkeit des Dorfes zur Familie „von Goldacker zu Mahlsdorf“. Im Jahr 1900 hatte das Dorf und der Gemeindebezirk Reppinichen eine Gemarkungsgröße von 1375 Hektar und verfügte über insgesamt 109 Häuser. 1931 waren es 1377 Hektar und 127 Wohnhäuser mit 144 Haushalten.
Die 1939 im Ort ansässigen land- und forstwirtschaftlichen Betriebe hatten unterschiedlich große Flächen in der Bewirtschaftung. 22 von ihnen 20 bis 100 Hektar, 29 zwischen 10 und 20 Hektar, 37 zwischen 5 und 10 Hektar und 47 zwischen 0,5 und 5 Hektar. 1946 soll das Dorf eine Waldzulage im Umfang von 91,5 Hektar aus Reetzerhütten erhalten haben. Vermutlich handelte es sich um Teile des ehemaligen Gutsbezirkes Mahlsdorf. Der Wald wurde aufgeteilt: 37,5 Hektar auf 36 Bauern und 54 Hektar auf 25 nichtlandwirtschaftliche Arbeiter, Angestellte und Handwerker.
Im Rahmen der großen Verwaltungsreform im Jahre 1952 wurde der Landkreis Zauch-Belzig aufgelöst und Reppinichen dem Kreis Belzig im Bezirk Potsdam zugeteilt. 1958 bestand hier die erste LPG des Typs III aus 5 Mitgliedern und bewirtschaftete 36 Hektar landwirtschaftliche Nutzfläche. 1960 verfügte sie über 28 Mitglieder und 148 Hektar. Daneben existierte eine LPG vom Typ I mit 157 Mitgliedern und 957 Hektar Fläche, die sich 1968 der LGP des Typs III anschloss. 1973 gab es in Reppinichen neben der LPG eine Außenstelle der PGH Bauhandwerk Görzke.
Die zuvor selbstständige Gemeinde Reppinichen wurde zum 1. Dezember 2001 nach Wiesenburg/Mark eingemeindet und dort Ortsteil.

### Einwohnerentwicklung

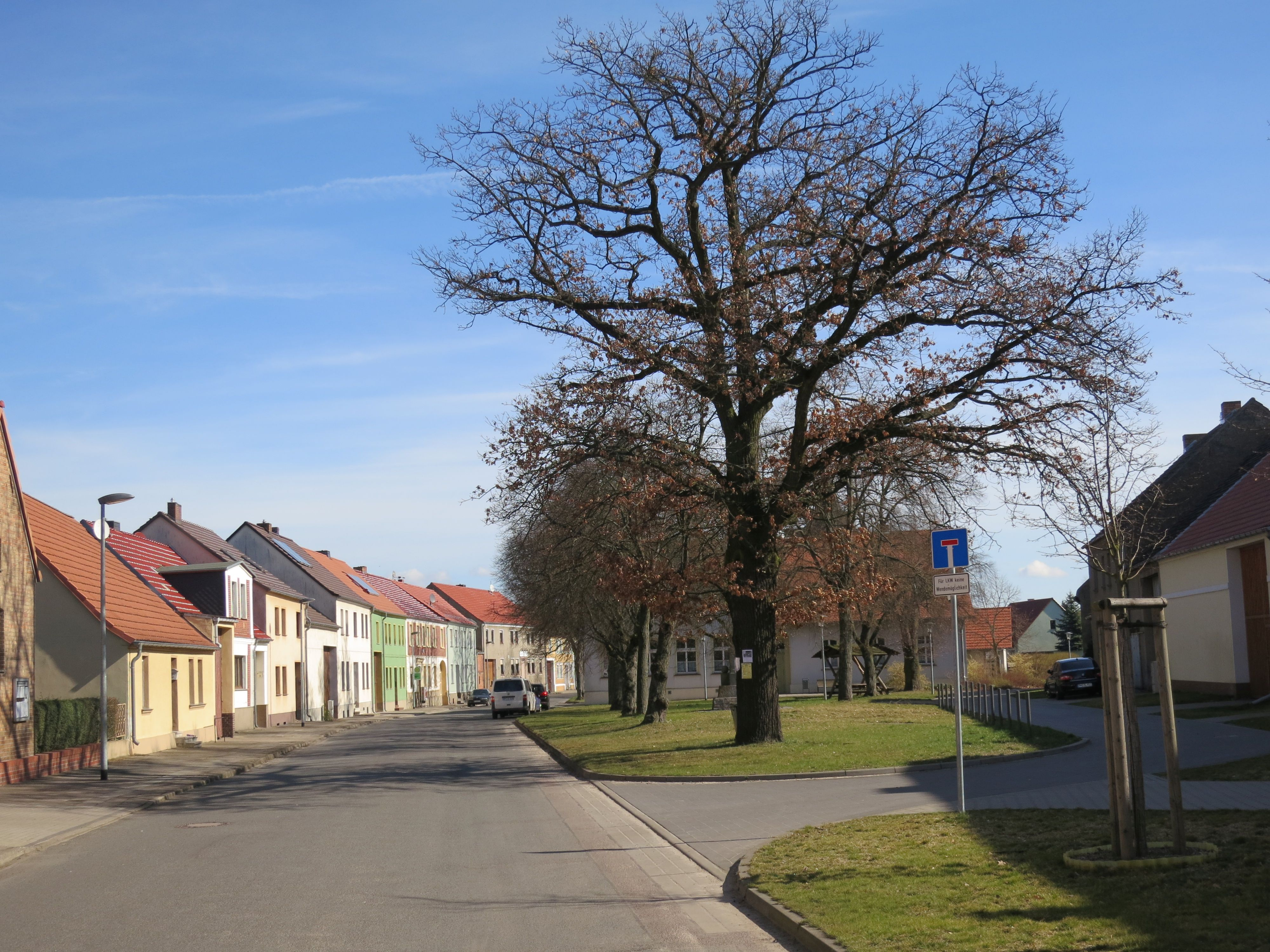
Dorfanger Reppinichen

| Jahr      | 1817 | 1837 | 1858 | 1871 | 1885 | 1895 | 1905 | 1925 | 1939 | 1946 | 1964 | 1971 |
| --------- | ---- | ---- | ---- | ---- | ---- | ---- | ---- | ---- | ---- | ---- | ---- | ---- |
| Einwohner | 194  | 345  | 478  | 547  | 550  | 553  | 550  | 590  | 597  | 774  | 592  | 526  |

## Sehenswürdigkeiten
Die Dorfkirche Reppinichen wurde 1703 als ein rechteckiger Feldsteinbau auf mittelalterlichen Fundamenten errichtet, 1857 erweitert und ausgebaut sowie 1880 um den massiven Westturm ergänzt. Sie ist als ein Baudenkmal in die Landesdenkmalliste aufgenommen worden.